# Bart (Vorname)
Bart ist ein männlicher Vorname, der eine gewisse Verbreitung vor allem im niederländischen Sprachraum hat.
Er ist eine Kurz- beziehungsweise Koseform von Bartholomäus und als solche beispielsweise auch in englischsprachigen Ländern gebräuchlich, insbesondere in den Vereinigten Staaten, hier abgeleitet von Bartholomew. Ein bekannter (fiktionaler) Namensträger von dort ist Bart Simpson, eine Hauptfigur der Zeichentrickserie Die Simpsons.

## Namensträger
Für weitere Namensträger siehe: 
- Liste aller Wikipedia-Artikel, deren Titel mit Bart beginnt

## Varianten
Eine im deutschsprachigen Raum verwendete Variante ist Barthel.